# Víctor Miguel Díaz
Víctor Miguel Díaz (ur. 1865 w Gwatemali, zm. 1940) – gwatemalski pisarz. Autor tekstów historycznych, monografii oraz biografii.

## Publikacje
- Narraciones de los terremotos en Guatemala 1917 – 1918
- Guatemala independiente (1931)
- Las Bellas Artes en Guatemala
- Apuntes para la historia de la música en Guatemala.